# Mecsek

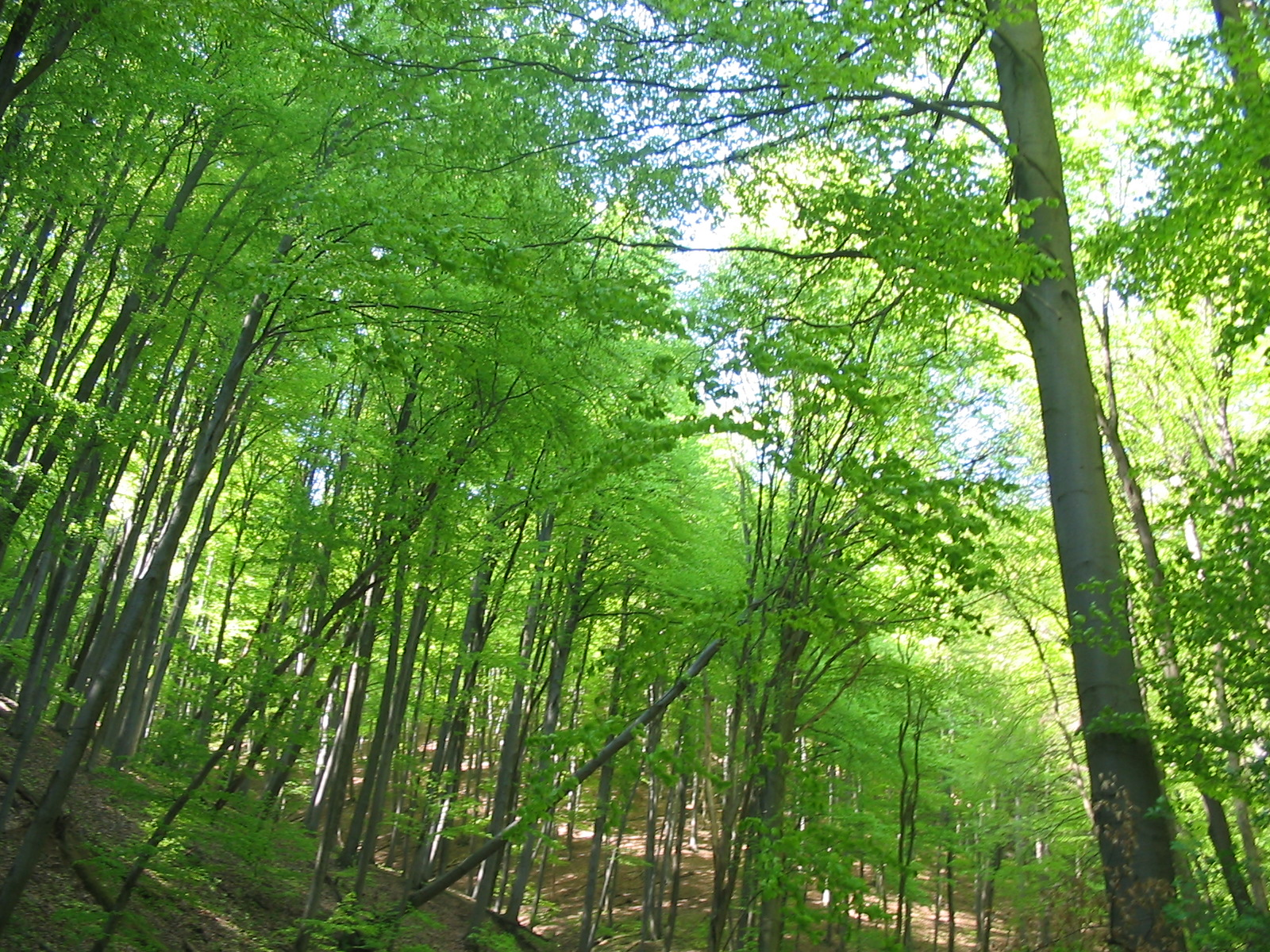
Wald nahe Óbánya

Der Mecsek [ˈmɛtʃɛk] (auch Mecsekgebirge) ist ein etwa 45 km langer Gebirgszug im Komitat Baranya in Südungarn, unmittelbar nördlich der Großstadt Pécs. Die Bergkette verläuft in einer Breite von 10 bis 15 km von Westsüdwest nach Ostnordost, wo einige Gipfel über 600 Höhenmeter erreichen. Etwa in der Mitte der südlichen Ausläufer liegt Pécs.
Auf einigen Bergkuppen befinden sich Burgen (ungarisch Vár), z. B. bei Pécsvárad und bei Zengővárkony, das nach dem nach Süden vorragenden Zengő benannt ist.

## Geografie
Der Mecsek erhebt sich aus einer flachen Umgebung (Seehöhe der Pannonischen Tiefebene 110–150 m) und ist daher trotz seiner geringen absoluten Höhe sehr markant. Die Berge sind bei guter Fernsicht schon aus etwa 100 km Entfernung zu sehen. Höchster Berg ist der Zengő im Nordosten mit einer Höhe von 682 m. Insgesamt gibt es etwa ein Dutzend Gipfel über 500 Höhenmeter.
Die Unterteilung zwischen West- und Ostmecsek ist sehr deutlich, vom Zengő aus wirkt der Westmecsek wie eine eigene hohe Hügelkette, während vom Jakab-hegy des Westmecsek beim Blick nach Osten eine ähnliche, aber etwas höhere Landschaft zu sehen ist. Der Nordmecsek ist nach Norden hin hügelig abfallend.

## Geologie
Der Gebirgszug besteht an der Oberfläche aus stark verkarstetem Karbonatgestein. Entsprechend häufig sind Tropfsteinhöhlen, von denen die besonders sehenswerte Abaligeter Höhle bei Abaliget einen Bach in ihrem Innern aufweist.
In den tiefer liegenden, bis zu 800 m dicken und stark gefalteten Gebirgsschichten aus dem Lias sind mehrere Dutzend Kohleflöze eingeschlossen. Sie wurden bei Pécs und Komló abgebaut, doch wurde in den letzten Jahrzehnten die Förderung fast vollständig eingestellt. Etwa von 1960 bis 1990 wurde am Mecsek außerdem Uranerz abgebaut.

## Fauna und Flora
Die höheren Regionen sind flächendeckend mit Laubwald bewachsen. Besonders erwähnenswert sind mehrere ausgedehnte, fast reine Edelkastanien-Wälder, wie es sie besonders noch im südwestlichen Frankreich, in Teilen Italiens und Südostösterreichs sowie am Balkan bis zum Schwarzen Meer gibt.
Die südwärts ausgerichteten Hänge des Mecsek werden für den Anbau von Weinen genutzt.

## Verkehrsanbindung
Pécs und Komló verfügen über einen Bahnhof. Über die Hauptstraßen 6-os főút und 57-es főút ist der Raum Mecsek von Ostungarn und Budapest aus sehr gut zu erreichen.

### Größere Orte am Mecsekgebirge
- Pécs (Westmecsek)
- Hosszúhetény (Ostmecsek, Südhang des Zengő)
- Pécsvárad (Ostmecsek)
- Komló (Nordmecsek)

### Westmecsek
Am westlichen Mecsek liegen Pécs, der Jakab-hegy (Jakobsberg) und die Misina-Tetö mit dem Fernsehturm (ca. 600 m). Die von Pécs ausgehenden Straßen umgeben das Gebirge im Süden und Osten, zum Fernsehturm führt eine Straße. Es gibt auch einen Zoo und die Aussichtspunkte Kis-Tubes, Jánoskilátó und Zsongorkő.

### Ostmecsek
Zum etwas höheren Ostmecsek gehören neben dem oben erwähnten Zengő unter anderem der Gipfel des Kövestető und der Hármashegy (Dreiberg).